# Coppa delle Coppe 1988-1989 (pallamano maschile)
La Coppa delle Coppe 1988-1989 è stata la 14ª edizione del torneo europeo di pallamano riservato alle squadre vincitrici delle coppe nazionali. È stata organizzata dall'International Handball Federation, la federazione internazionale di pallamano. La competizione è iniziata ad ottobre 1988 si è conclusa il 13 maggio 1989.
Il torneo è stato vinto dalla compagine tedesca del TUSEM Essen per la 1ª volta nella sua storia.

## Risultati

### Primo turno
| Squadra 1             | Squadra 2        | Andata                         | Ritorno                    | Totale  |
| --------------------- | ---------------- | ------------------------------ | -------------------------- | ------- |
| SSV Brixen            | KC Veszprém      | Bressanone, 29 ottobre 1988    | Veszprém, 5 novembre 1988  | 37 - 41 |
| SSV Brixen            | KC Veszprém      | 14 - 15                        | 23 - 26                    | 37 - 41 |
| Sporting Clube        | Pfadi Winterthur | Lisbona, 29 ottobre 1988       | Winterthur                 | 48 - 52 |
| Sporting Clube        | Pfadi Winterthur | 29 - 25                        | 19 - 27                    | 48 - 52 |
| KV Sasja HC Hoboken   | E&O Emmen        | Anversa, 29 ottobre 1988       | Emmen                      | 32 - 33 |
| KV Sasja HC Hoboken   | E&O Emmen        | 19 - 15                        | 13 - 18                    | 32 - 33 |
| HK Kopavogs           | Stavanger IF     | Kópavogur, 29 ottobre 1988     | Stavanger                  | 52 - 55 |
| HK Kopavogs           | Stavanger IF     | 29 - 25                        | 23 - 30                    | 52 - 55 |
| Philips Colleges      | Ionikos Atene    | Nicosia                        | Atene                      | 46 - 51 |
| Philips Colleges      | Ionikos Atene    | 25 - 18                        | 21 - 33                    | 46 - 51 |
| Redbergslids IK       | Vestmanna IF     | Göteborg                       | Vestmanna                  | 51 - 33 |
| Redbergslids IK       | Vestmanna IF     | 26 - 16                        | 25 - 17                    | 51 - 33 |
| CS Dinamo Bucurest    | Biscuileri Spor  | Bucarest                       | Istanbul                   | 56 - 41 |
| CS Dinamo Bucurest    | Biscuileri Spor  | 27 - 16                        | 29 - 25                    | 56 - 41 |
| Hapoel Rishon Le Zion | UHC Stockerau    | Rishon LeZion, 31 ottobre 1988 | Stockerau, 5 novembre 1988 | 46 - 51 |
| Hapoel Rishon Le Zion | UHC Stockerau    | 29 - 27                        | 17 - 24                    | 46 - 51 |
| HB Dudelange          | US Créteil       | Dudelange, 29 ottobre 1988     | Créteil                    | 25 - 76 |
| HB Dudelange          | US Créteil       | 12 - 38                        | 13 - 38                    | 25 - 76 |

### Ottavi di finale
| Squadra 1          | Squadra 2        | Andata                      | Ritorno                      | Totale  |
| ------------------ | ---------------- | --------------------------- | ---------------------------- | ------- |
| Helsingor IF       | TUSEM Essen      | Elsinore, 10 dicembre 1988  | Essen                        | 35 - 49 |
| Helsingor IF       | TUSEM Essen      | 17 - 21                     | 18 - 28                      | 35 - 49 |
| KC Veszprém        | Pfadi Winterthur | Veszprém, 11 dicembre 1988  | Winterthur, 17 dicembre 1988 | 58 - 35 |
| KC Veszprém        | Pfadi Winterthur | 34 - 21                     | 24 - 14                      | 58 - 35 |
| E&O Emmen          | Bidasoa Irun     | Emmen, 10 dicembre 1988     | Irun                         | 37 - 50 |
| E&O Emmen          | Bidasoa Irun     | 20 - 29                     | 17 - 21                      | 37 - 50 |
| Ionikos Atene      | Stavanger IF     | Atene                       | Stavanger                    | 47 - 57 |
| Ionikos Atene      | Stavanger IF     | 28 - 27                     | 19 - 30                      | 47 - 57 |
| Redbergslids IK    | HC Empor Rostock | Göteborg, 10 dicembre 1988  | Rostock                      | 49 - 50 |
| Redbergslids IK    | HC Empor Rostock | 25 - 24                     | 24 - 26                      | 49 - 50 |
| CS Dinamo Bucurest | CSKA Mosca       | Bucarest                    | Mosca                        | 43 - 39 |
| CS Dinamo Bucurest | CSKA Mosca       | 22 - 17                     | 21 - 22                      | 43 - 39 |
| RK Crvena Zvezda   | HT Tatran Prešov | Belgrado, 10 dicembre 1988  | Prešov                       | 47 - 34 |
| RK Crvena Zvezda   | HT Tatran Prešov | 22 - 13                     | 25 - 21                      | 47 - 34 |
| UHC Stockerau      | US Créteil       | Stockerau, 10 dicembre 1988 | Créteil                      | 42 - 53 |
| UHC Stockerau      | US Créteil       | 20 - 21                     | 22 - 32                      | 42 - 53 |

### Quarti di finale
| Squadra 1          | Squadra 2        | Andata                   | Ritorno                | Totale  |
| ------------------ | ---------------- | ------------------------ | ---------------------- | ------- |
| KC Veszprém        | TUSEM Essen      | Veszprém, 12 marzo 1989  | Essen, 18 marzo 1989   | 38 - 43 |
| KC Veszprém        | TUSEM Essen      | 23 - 20                  | 15 - 23                | 38 - 43 |
| Stavanger IF       | Bidasoa Irun     | Stavanger, 12 marzo 1989 | Irun, 18 marzo 1989    | 45 - 47 |
| Stavanger IF       | Bidasoa Irun     | 24 - 20                  | 21 - 27                | 45 - 47 |
| CS Dinamo Bucurest | HC Empor Rostock | Bucarest, 12 marzo 1989  | Rostock, 18 marzo 1989 | 50 - 45 |
| CS Dinamo Bucurest | HC Empor Rostock | 28 - 23                  | 22 - 22                | 50 - 45 |
| RK Crvena Zvezda   | US Créteil       | Belgrado, 12 marzo 1989  | Créteil, 18 marzo 1989 | 35 - 43 |
| RK Crvena Zvezda   | US Créteil       | 22 - 18                  | 13 - 25                | 35 - 43 |

### Semifinali
| Squadra 1          | Squadra 2   | Andata                  | Ritorno                 | Totale  |
| ------------------ | ----------- | ----------------------- | ----------------------- | ------- |
| Bidasoa Irun       | TUSEM Essen | Irun, 8 aprile 1989     | Essen, 16 aprile 1989   | 47 - 51 |
| Bidasoa Irun       | TUSEM Essen | 25 - 22                 | 22 - 29                 | 47 - 51 |
| CS Dinamo Bucurest | US Créteil  | Bucarest, 8 aprile 1989 | Créteil, 16 aprile 1989 | 40 - 45 |
| CS Dinamo Bucurest | US Créteil  | 20 - 19                 | 20 - 26                 | 40 - 45 |

### Finale
| Squadra 1  | Squadra 2   | Andata                 | Ritorno               | Totale  |
| ---------- | ----------- | ---------------------- | --------------------- | ------- |
| US Créteil | TUSEM Essen | Créteil, 6 maggio 1989 | Essen, 13 maggio 1989 | 33 - 35 |
| US Créteil | TUSEM Essen | 17 - 16                | 16 - 19               | 33 - 35 |

## Campioni
| Vincitore della Coppa delle Coppe 1988-1989 |
| ------------------------------------------- |
| TUSEM Essen 1º titolo                       |